# Cleveland Open 2025 - Doppio
Il doppio del torneo di tennis professionistico Cleveland Open 2025, facente parte della categoria Challenger 75 nell'ambito dell'ATP Challenger Tour 2025, si è giocato dal 27 gennaio al 2 febbraio a Cleveland, negli Stati Uniti. George Goldhoff e James Trotter erano i detentori del titolo ma avevano scelto di partecipare con partner diversi: Goldhoff giocò in coppia con Trey Hilderbrand mentre Trotter con Hans Hach Verdugo.
In finale Robert Cash e James Tracy hanno sconfitto Juan Carlos Aguilar e Filip Pieczonka con il punteggio di 7–6(4), 6–1.

## Teste di serie
1. Robert Cash /  James Tracy (campioni)
2. George Goldhoff /  Trey Hilderbrand (quarti di finale)

1. Hans Hach Verdugo /  James Trotter (quarti di finale)
2. Mac Kiger /  Benjamin Sigouin (primo turno)

## Wildcard
1. Anmay Devaraj /  Casey Hishinuma (primo turno)

1. Benjamin Pomeranets /  Chase Thomas (primo turno)

## Tabellone

### Legenda
| - Q = Qualificato - WC = Wild card - LL = Lucky loser | - ALT = Alternate - SE = Special Exempt - PR = Protected Ranking | - w/o = Walkover - r = Ritirato - d = Squalificato |

|  | Primo turno | Primo turno              | Primo turno              | Primo turno | Primo turno |  |  | Quarti di finale | Quarti di finale         | Quarti di finale         | Quarti di finale    | Quarti di finale   |   |     | Semifinali | Semifinali              | Semifinali              | Semifinali                          | Semifinali                          |    |   | Finale | Finale | Finale | Finale | Finale |  |
|  |             |                          |                          |             |             |  |  |                  |                          |                          |                     |                    |   |     |            |                         |                         |                                     |                                     |    |   |        |        |        |        |        |  |
|  | 1           | R Cash J Tracy           | 2                        | 78          | [10]        |  |  |                  |                          |                          |                     |                    |   |     |            |                         |                         |                                     |                                     |    |   |        |        |        |        |        |  |
|  |             | E Spizzirri T Zink       | 6                        | 6           | [7]         |  |  | 1                | R Cash J Tracy           | R Cash J Tracy           | R Cash J Tracy      | w/o                |   |     |            |                         |                         |                                     |                                     |    |   |        |        |        |        |        |  |
|  |             | E Quinn A Rybakov        | E Quinn A Rybakov        | 7           | 6           |  |  |                  | E Quinn A Rybakov        | E Quinn A Rybakov        | E Quinn A Rybakov   |                    |   |     |            |                         |                         |                                     |                                     |    |   |        |        |        |        |        |  |
|  |             | M McKennon N Ponwith     | M McKennon N Ponwith     | 63          | 4           |  |  |                  |                          |                          |                     |                    |   |     | 1          | R Cash J Tracy          | 7                       | 5                                   | [10]                                |    |   |        |        |        |        |        |  |
|  | 3           | H Hach Verdugo J Trotter | H Hach Verdugo J Trotter | 6           | 6           |  |  |                  |                          |                          | P Kumar N Schachter | 5                  | 7 | [5] |            |                         |                         |                                     |                                     |    |   |        |        |        |        |        |  |
|  |             | FA Gómez J Vance         | FA Gómez J Vance         | 4           | 4           |  |  | 3                | H Hach Verdugo J Trotter | H Hach Verdugo J Trotter | 3                   | 64                 |   |     |            |                         |                         |                                     |                                     |    |   |        |        |        |        |        |  |
|  |             | P Kumar N Schachter      | P Kumar N Schachter      | 79          | 6           |  |  |                  | P Kumar N Schachter      | P Kumar N Schachter      | 6                   | 7                  |   |     |            |                         |                         |                                     |                                     |    |   |        |        |        |        |        |  |
|  | WC          | A Devaraj C Hishinuma    | A Devaraj C Hishinuma    | 67          | 2           |  |  |                  |                          |                          |                     |                    |   |     | 1          | Robert Cash James Tracy | Robert Cash James Tracy | 7                                   | 6                                   |    |   |        |        |        |        |        |  |
|  |             | A Ayeni S Kirchheimer    | A Ayeni S Kirchheimer    | 7           | 6           |  |  |                  |                          |                          |                     |                    |   |     |            |                         |                         | Juan Carlos Aguilar Filip Pieczonka | Juan Carlos Aguilar Filip Pieczonka | 64 | 1 |        |        |        |        |        |  |
|  |             | S Bangoura R Stepanov    | S Bangoura R Stepanov    | 61          | 4           |  |  |                  | A Ayeni S Kirchheimer    | A Ayeni S Kirchheimer    | 1                   | 4                  |   |     |            |                         |                         |                                     |                                     |    |   |        |        |        |        |        |  |
|  |             | JC Aguilar F Pieczonka   | 4                        | 7           | [10]        |  |  |                  | JC Aguilar F Pieczonka   | JC Aguilar F Pieczonka   | 6                   | 6                  |   |     |            |                         |                         |                                     |                                     |    |   |        |        |        |        |        |  |
|  | 4           | M Kiger B Sigouin        | 6                        | 5           | [6]         |  |  |                  |                          |                          |                     |                    |   |     |            | JC Aguilar F Pieczonka  | JC Aguilar F Pieczonka  | 7                                   | 6                                   |    |   |        |        |        |        |        |  |
|  |             | F Corwin T Whiting       | F Corwin T Whiting       | 7           | 6           |  |  |                  |                          |                          | F Corwin T Whiting  | F Corwin T Whiting | 5 | 3   |            |                         |                         |                                     |                                     |    |   |        |        |        |        |        |  |
|  | WC          | B Pomeranets C Thomas    | B Pomeranets C Thomas    | 5           | 3           |  |  |                  | F Corwin T Whiting       | 6                        | 6                   | [10]               |   |     |            |                         |                         |                                     |                                     |    |   |        |        |        |        |        |  |
|  |             | B Kozlov S Kozlov        | B Kozlov S Kozlov        | 1           | 1           |  |  | 2                | G Goldhoff T Hilderbrand | 78                       | 4                   | [2]                |   |     |            |                         |                         |                                     |                                     |    |   |        |        |        |        |        |  |
|  | 2           | G Goldhoff T Hilderbrand | G Goldhoff T Hilderbrand | 6           | 6           |  |  |                  |                          |                          |                     |                    |   |     |            |                         |                         |                                     |                                     |    |   |        |        |        |        |        |  |